# Lomatium tenuissimum
Lomatium tenuissimum är en växtart i släktet Lomatium och familjen flockblommiga växter. Arten är en perenn ört som förekommer i västra USA, från östra Washington till norra Idaho.